# Травень 2004
Травень 2004 — п'ятий місяць 2004 року, що розпочався у суботу 1 травня та закінчився у понеділок 31 травня.

## Події
6 травня
- Вибухи артилерійських складів у Новобогданівці

15 травня
- Українська співачка Руслана перемогла на пісенному конкурсі Євробачення 2004

22 травня
- У Кременчуці встановлено пам'ятник Тарасові Шевченку

24 травня – 6 червня
- Відкритий чемпіонат Франції з тенісу 2004